# Amastus ockendeni
Amastus ockendeni är en fjärilsart som beskrevs av Rothschild 1909. Amastus ockendeni ingår i släktet Amastus och familjen björnspinnare. Inga underarter finns listade i Catalogue of Life.